# Selenops imias
Selenops imias là một loài nhện trong họ Selenopidae.
Loài này thuộc chi Selenops. Selenops imias được G. G. Alayón miêu tả năm 2005.